# 彼得魯·盧欽斯基
彼得魯·盧欽斯基（發音：[ˈpetru luˈtʃinski]；1940年1月27日—），是第二任摩爾多瓦總統（1996年－2001年）。 1962年，盧欽斯基從基希讷乌国立大学畢業。1963年至1964年期間，他在苏联军队內工作。